# Трифосфид олова
Трифосфид олова — бинарное неорганическое соединение
олова и фосфора
с формулой SnP3,
кристаллы,
не растворяется в воде.

## Получение
- Сплавление стехиометрических количеств чистых веществ:

{\displaystyle {\mathsf {Sn+3P\ {\xrightarrow {580^{o}C}}\ SnP_{3}}}}

## Физические свойства
Трифосфид олова образует кристаллы
тригональной сингонии,
пространственная группа R 3m,
параметры ячейки a = 0,72642 нм, c = 1,0528 нм, Z = 6
.
Не растворяется в воде.